# Warren G. Harding
Warren Gamaliel Harding (født 2. november 1865, død 2. august 1923) var USA's 29. præsident (1921 – 1923). Han tjente som præsident i 2½ år frem til han døde af enten et hjertestop eller et slagtilfælde. 